# حذف السيلينوكسيد
حذف السيلينوكسيد (Selenoxide elimination) هو تفاعل كيميائي (ملاحظة 1) يطبق في مجال الاصطناع العضوي من أجل تحضير الألكينات من السيلينوكسيدات.
من التطبيقات الشائعة لهذا التفاعل هو اصطناع مركبات ألفا،بيتا-الكربونيل غير المشبعة من المركبات المشبعة الموافقة.

## الآلية
يحدث تفاعل تحضير الألكينات من الكحولات الموافقة عبر حذف السيلينوكسيد وفق آلية التفاعل التالية: